# Caj Malmberg
Caj Johannes Malmberg (ur. 24 stycznia 1948 w Helsinkach) – fiński zapaśnik walczący w stylu klasycznym. Olimpijczyk z Meksyku 1968, gdzie zajął szóste miejsce w kategorii 97 kg.
Brązowy medalista mistrzostw Europy w 1973. Wicemistrz nordycki w 1974 roku.